# NGC 6288
NGC 6288 је елиптична галаксија у сазвежђу Змај која се налази на NGC листи објеката дубоког неба.
Деклинација објекта је + 68° 27' 27" а ректасцензија 16h 57m 24,3s. Привидна величина (магнитуда) објекта NGC 6288 износи 14,5 а фотографска магнитуда 15,5. NGC 6288 је још познат и под ознакама MCG 11-21-6, CGCG 320-55, CGCG 321-8, NPM1G +68.0154, PGC 59312.